# Església de Densuș
L'església de Densuș (també coneguda com a església de Sant Nicolau) es troba a la població de Densuș, província de Hunedoara, Romania, i és una de les esglésies romaneses més antigues que encara es conserven.
Es va construir al segle VII i es va ampliar al segle xiii sobre la base d'un temple romà. S'hi van emprar materials de la fortalesa dàcia Sarmizegethusa. Té una torre de pedra damunt de la cel·la. A l'interior de l'església es troben pintures murals del segle xv on s'hi representa Jesús amb roba tradicional Romanesa.
Es creu que al lloc on s'alça l'església actual va haver-hi un temple daci dedicat a Zamolxis, sobre el qual els conqueridors romans van construir un temple dedicat al déu Mart. Després que els romans se'n retiraren, el temple va esdevenir una església cristiana i s'hi van fer sermons. La seua forma actual data del començament del segle xii. D'acord amb la tradició, data del segle IV abans dC i es considera com a l'església més antiga de Romania i del sud-est europeu.

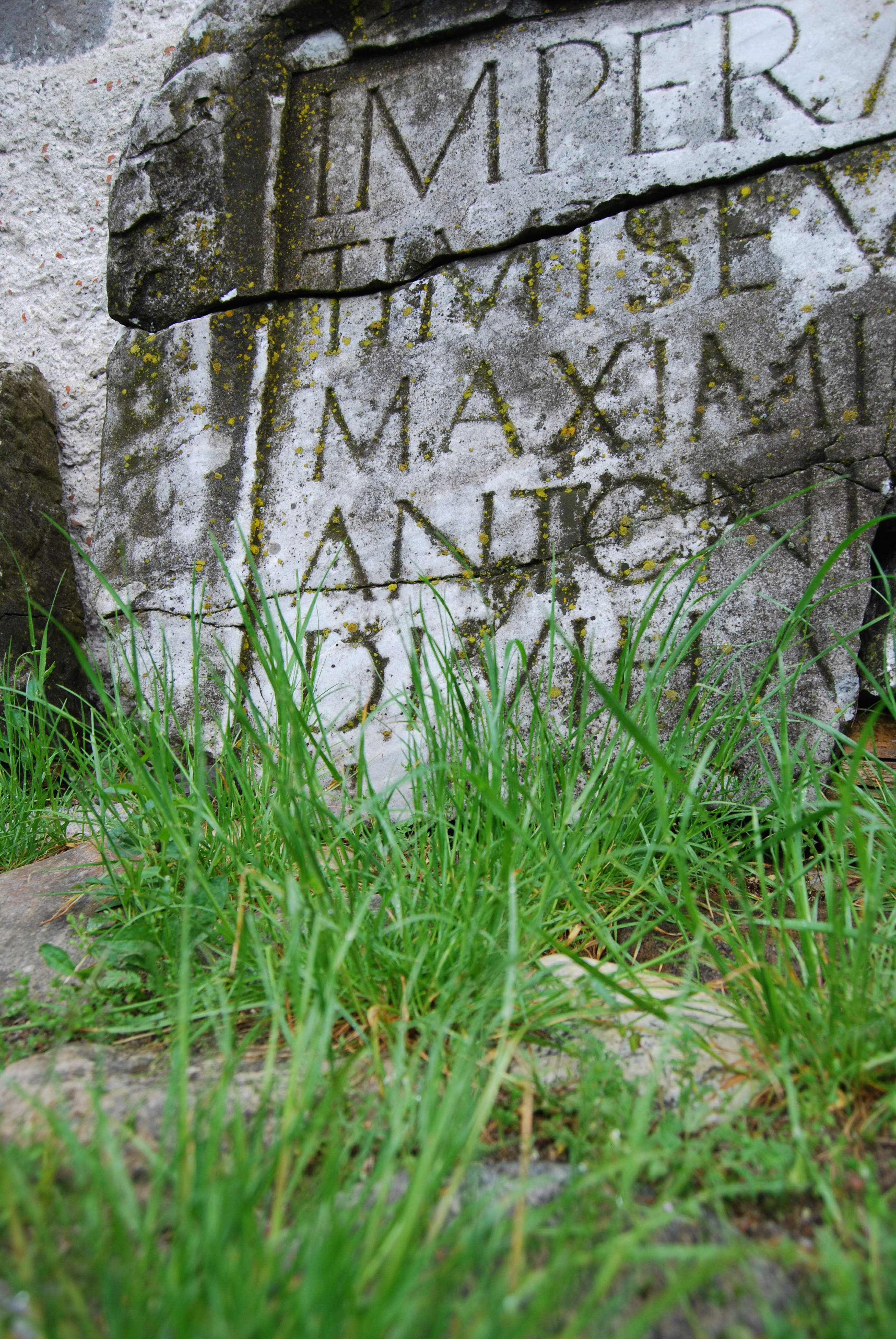
Inscripció romana al recinte de l'església

A l’interior de l'església hi ha pintures murals del segle XV. Alguns dels frescos, els de l’altar i la part nord del naos, van ser fets per un mestre molt talentós pintor Etienne, la firma del qual (pisal Stefan) es troba a la proximitat d’una representació d’un diaca. És possible que aquest pintor sigui a més un diaca. El segon pintor és anònim i treballa sobre les columnes dels naos. El seu estil més rudimentari suggereix un origen local, fins i tot rural.